# Exposición Internacional de los Historietistas

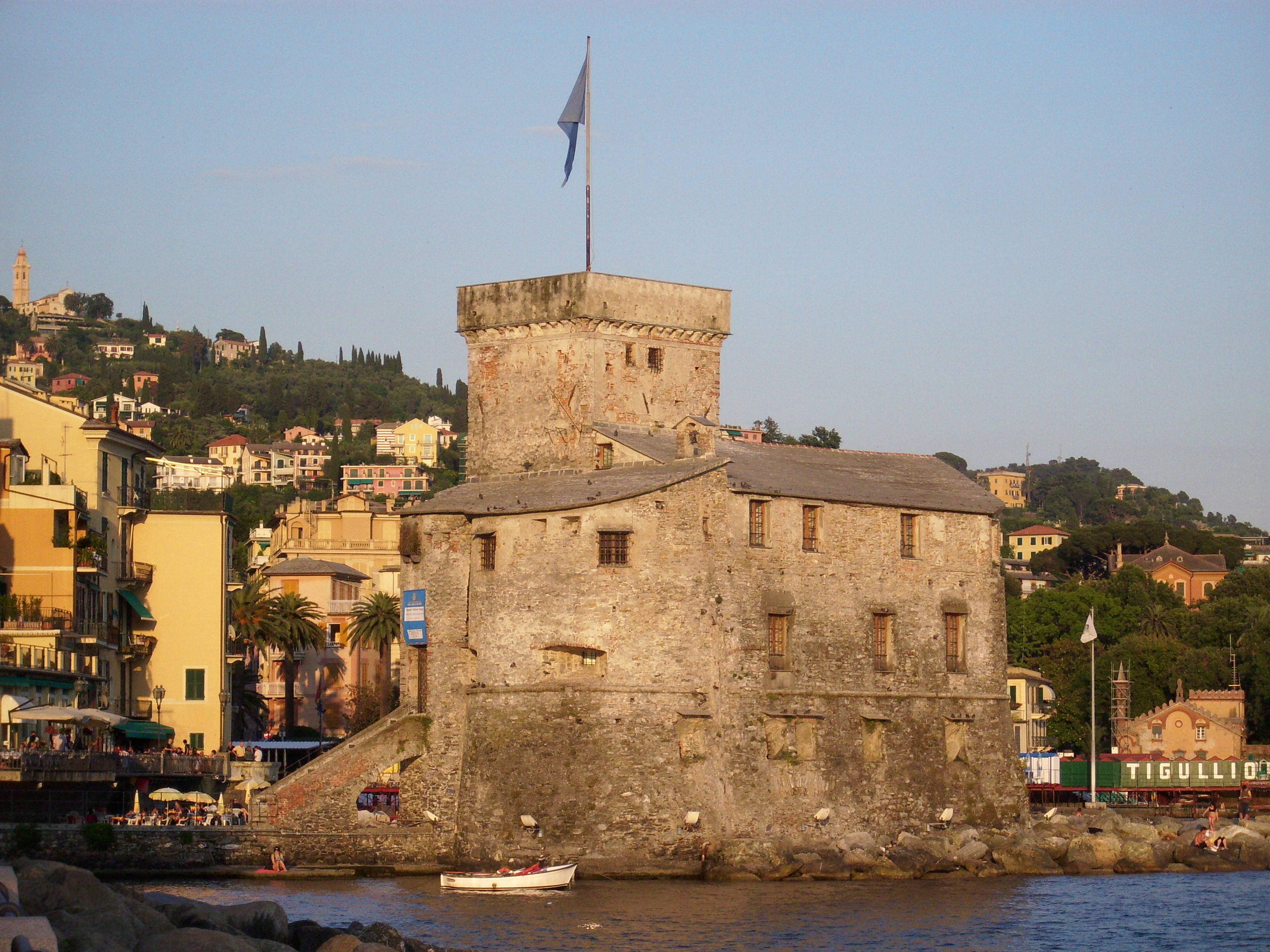
Castillo de Rapallo

La Exposición Internacional de los Historietistas nació en 1972 y es una de la más antiguas manifestaciones de historietas en Italia. Nació para divulgar y resaltar el trabajo de los historietistas y fue la primera muestra que expuse las tablas originales de los autores. Es una de las pocas iniciativas dedicadas a los cómics, fundada y en seguida siempre administrada por autores profesionistas del sector, a partir de Carlo Chendi historietista y guionista italiano Disney, y de su entourage, entre los cuales recordamos, los historietistas Luciano Bottaro y Giorgio Rebuffi, con los que Chendi fundó el Studio Bierreci. Otros colaboradores de la exposición son el dueño del restaurante  U Giancu Fausto Oneto, el dibujador Enrico Macchiavello (célebre por los espot de la cerveza Cères) y a finales Davide Caci (curador de la página web oficial de la exposición).
La exposición es uno de los más célebres eventos culturales que se desarrolla cada año en Liguria, en el pintoresco antiguo castillo en la playa, en Rapallo o llamada también Rapalloonia, considerado el pueblo de estos héroes de la fantasía.

## Rapalloonia!
Rapalloonia! es una asociación cultural que persigue la promoción de las historietas, del cine de acción y de los mundos adyacentes, en cada perspectiva posible, a través de los canales de información y cultura. El blasón de Rapalloonia ha sido creado y dibujado por el músico y actor Luigi Maio, el presidente de la asociación desde 2014 es Davide Caci, el que subentró después de Carlo Chendi, entre los fundadores de la asociación y actual presidente honorario. Además de ocuparse de la exposición, la asociación trabaja con importantes partner, para promover las historietas como forma expresiva y medio de comunicación: entre ellos encontramos, Comune di Rapallo, Regione Liguria, Provincia di Génova y UNICEF.

## Historia de la Exposición
A principios la organización de la exposición estaba dedicada sólo a dos principales categorías: a los historietistas, a los cuales se le dio el término inglés Cartoonists, y a los que consumían las historietas como lectores y no simplemente fan. La finalidad de la iniciativa fue demostrar a los lectores como nace una página de historietas, como es el dibujo realizado en total a mano, que después fotografiado e empequeñecido, se edita en las páginas de los cómics. Así se empezó exponendo las páginas originales de un gran número de historietistas de diferentes regiones, ocho por la precisión: por estas razones, la primera edición fue una exposición generalista y fue el mismo por la segunda, porque había fragmentos únicos per sin un tema preciso. En cambio, por la tercera edición, con la exposición de dibujos originales, fue elegido un argumento central: era el momento de la rivolución femenista, y así fue dedicada a las mujeres en las historietascomo protagonistas de historias y como autoras también. Un éxito enorme, por número de visitadores y por el interés mostrado de los mass media: servicios fotográficos en los telediários RAI, y en los artículos en la prensa nacional e internacional; llegaron también enviados especiales, Oriana Fallaci y Natalia Aspesi, que dedicaron artículos en sus periódicos.
En los años siguientes, se continuó en la misma manera, con exposiciones a tema. Una fue dedicada al Corriere dei Piccoli, dos a casas editoras italianas (Edizioni Alpe y Edizioni Bianconi), dos a Cristóbal Colón en las historietas, tres a las Escuelas de Historietas: la Escuela del Connecticut (Mort Walker, Dik Browne y otros), a las escuelas italianas y a Strisce di Terra y Strisce di Mare, o sea los autores lígures que publican sus historias en todo el mundo. Otras ediciones, a los héroes de las historietas del West, a la Sátira, al argumento Navidad en las Historietas, desarrollada a Rapallo y también a Milán, junta a una recogida de fundos para la Fundación "Francesca Rava N.P.H. ONLUS", que ayuda a los niños de Haití y de los países pobres de Caribe. Otras cinco fueron dedicadas a personajes famosos como Martin Mystère, Ken Parker, Paperinik, Julia y Dylan Dog; dos al tema del mar con el título: Nuvole di acqua salata y Mare a strisce; una a Magia e Incantesimi y a las W.I.T.C.H., una a la música con el título Note a Fumetti; seis a autores: Luciano Bottaro, Ivo Milazzo, Silver (Guido Silvestri), Ro Mercenaro, Carl Barks; y por la primera vez a Idee e Creatività, o sea a cuatro guionistas, para mostrar que sin una idea, sin una historia, sin un guion, no pueden existir las historietas: ellos son Tiziano Sclavi, Giancarlo Berardi, Carlo Chendi, italianos y el francés François Corteggiani.
Para cada edición, la organización ha editado libros (desde 70 hasta 120 páginas) de gran formado, a colores y también en blanco y negro, que son catálogos y publicaciones monográficas sobre los temas de las varias ediciones; además en los años, la exposición ha viajado y ha colaborado con varias exposiciones de historietas o ha sido hospedada en otros lugares. Por dos veces se ha trasladado el Salón Internacional de las historietas a Lucca y ha organizado también a Turín una grande exposición llamada Strisce d'Africa, para las historietas europeas e americanas ambientadas en África y para las historietas realizadas por autores autóctonos; por fin ha colaborado también a Venecia en la exposición Venecia en las historietas.

### Las ediciones
La exposición en estos 40 años de vida se ha ocupado de varios temas;las ediciones más apreciadas y recordadas por los periódicos y las páginas web seguidas:
La edición 33 del 2005 ha sido dedicada al genio Carl Barks: como siempre entre los invitados había huéspedes internacionales, entre los cuales el Carl Barks' Fan Club y Don Rosa, el heredero natural del maestro.
La edición 34 ha sido en noviembre de 2006, y ha tenido como tema las "Escuelas de historietas", con la participación de las principales escuelas y academias italianas y extranjeras del cómic.
La edición 38, desde el 25 de septiembre hasta el 10 de octubre de 2010, en cambio ha sido dedicada a las mujeres, a través de la historia de la heroína criminóloga del autor Giancarlo Berardi, padre del célebre Ken Parker: se trata de Julia Kendall que estéticamente recuerda a Audrey Hepburn. En esta edición se habla de la aventura editorial de una criminóloga de nombre Julia, joven mujer que trabaja y vive en Garden City, una imaginaria metrópoli americana; su profesión principal es la de profesora de criminología en Hollyhock University, pero a menudo colabora con la policía y el poder en caso de investigaciones que piden su consultoría. Esta edición de la exposición ha tenido un tema muy importante y por eso, se ha organizado también un debate sobre las mujeres, preparando también una clase sobre el acosador, una verdadera kermés femenina, en la que por primera vez se ha concedido el premio Rapalloonia a una persona extraña al mundo de las historietas: Alessandra Bucci, vicejefe de policía de estado y directivo responsable del equipo homicidios de la jefatura de policía de Génova, por su vida paralela con Julia.
La edición 39, desde el 1 hasta el 16 de octubre de 2011, en cambio fue marcado por un evento negativo, la muerte de Sergio Bonelli, poco antes del inicio de la exposición, editor en 1986 de Dylan Dog e Tex Willer, creado en cambio por su padre Gian Luigi Bonelli: además en esta edición se recordó la contribución a la literatura de Sergio Cofferati, exsecretario de la Cgil y hoy europarlamentar. La exposición dedicada a los 25 años del escrutador del la pesadilla, Dylan Dog, se concluyó con una reseña de prensa para honrar Bonelli: per esta razón la exposición se intituló: Feliz cumple Dylan Dog. Es el personaje protagonista de la homónima historieta de terror, construido por Tiziano Sclavi, guionista oficial, que está inspirado en Rupert Everett y sus historias se ambientan en Londra, donde vive al número 7 de Craven Road. Bonelli en sus años de carrera heredó Tex, lanzó Dylan Dog y creó los dos personajes Zagor y Mister No: en el primero pone elementos de Tarzán como el Oeste, la selva misteriosa, los indios, la naturaleza salvaje, en cambio el segundo es un personaje más cercano a su carácter, un viajador apasionado y soñador, un yanki que dice no a la guerra y al progreso, y se pone de parte de los más débiles.
La edición 40, desde el 10 hasta el 25 de noviembre de 2012, ha sido una de las más significativas: a pesar de la alerta meteorológica del periodo, el día inaugural de la exposición fue conducido por Rudy Zerbi y Luigi Maio en el Teatro Auditorium delle Clarisse, con la proyección de un documental preparado por Giancarlo Sordi, en memoria de Sergio Bonelli, muerto un año antes, intitulado Come Tex nessuno mai. Aquel año se celebraron también los 40 años de la muestra con la exposición de las tablas originales y de los más grandes clásicos mundiales de las historietas que se expusieron en la primera edición en 1972; los 20 años del connubio perfecto entre las historietas y la cocina del restaurante de Fausto Oneto; los 30 años del detective del imposible, Martin Mystère creado por Alfredo Castelli, para resolver hechos misteriosos e inexplicables en lugares misteriosos, contra de sociedades secretas, personajes enigmáticos, criaturas de pesadilla y ovni; a finales los 60 años de carrera del guionista Carlo Chendi, fundador de la exposición, con sus historias de Mickey Mouse, Ansarino y Pepito; por esto en la exposición se anunció algo de importante: la ciudad decide honrar la memoria de Chendi con una calle o plaza a Walt Disney, las historietas entonces entran en la toponimia de Rapallo y el castillo se convierte en Paperopoli. Por esto la exposición celebra estos años con la edición Cartoonist's Celebration.
Además el 30 de noviembre fue un día particular: Chendi se hizo profesor por un día, la exposición y los profesores de la escuela chiavarese de la historieta, se acordaron para un proyecto interesante en las escuelas superiores del lugar, se reunieron chicos y niños con algunos de los dibujadores más conocidos del tiempo, para poder explicar como nace una historia de historietas, desde su idea inicial hasta su publicación; participa por ejemplo Egle Bartolini, dibujadora de Titti y Silvestro: todo esto para continuar una tradición a Rapallo, que está considerada como la capital de las historietas.
La edición 40, desde el 27 de septiembre hasta el 19 de octubre de 2014, ha sido intitulada Sportoonia, exposición dedicada esta vez al deporte: de hecho el tema maestro ha sido la relación entre el arte y el deporte, una elección no casual, exactamente en el año en el que Rapallo es Ciudad Europea del deporte. Por otra parte las actividades deportivas están presentes en las historietas como tendrían que estar en la vida real de cada persona; además por la primera vez de la exposición, se han expuesto las tablas y las ilustraciones Manga, porque en las historietas japonesas el deporte es un tema muy presente, como por ejemplo con Holly e Benji y Mila e Shiro.

## El premio U giancu
El premio U Giancu nació en 1992 una noche de otoño. El nome U Giancu se decidió por el restaurante en el que los organizadores del premio estaban reunidos aquella noche: allí estaban el dueño del restaurante Fausto Oneto, su mujer, el historietista italiano Luciano Bottaro, su amigo Piero Campana (su ayudante en el restaurante) y Claudio Bertieri al que se le ocurrió la idea de recordar su amigo, el dibujador Antonio Canale. Así decidieron llamar pronto Lele Luzzati, un ilustrador y animador italiano, al cual pidieron crear una estatuilla ad hoc: su invención fue Il pulcinella Bianco, de hecho el término U Giancu es en dialecto genovés y significa el blanco; para completar la ópera, Oneto decidió colocar la estatuilla en una caja de madera de olivo creada por su carpintero de confiancia.
A principios el premio estaba destinado sólo a dibujadores, uno de génere verista y uno de génere cómico: de hecho los primeros dos premiados fueron Aurelio Galleppini y Francesco Tullio Altan. Cuando Chendi, después de 10 años, en 1996 volvió a Rapallo y organizó de nuevo la exposición de los historietistas, pidió a Oneto de asociar el premio U Giancu con la exposición y entonces de desplazar la Cena de los historietistas del miércoles al sábado, y de asignar un premio también a un guionista. Así en 1996, el primer guionista premiado fue Sergio Bonelli por sus historias de Zagor, Mister No y Tex. Desde aquel momento, cada año el premio se concede a tre personas: a un historietista cómico, a uno de aventura y a un guionista: la noche del premio, de hecho el restaurante, que es una especie de museo de historietas, se rellena de historietistas, autores, editores, cómicos, actores y claramente muchísimos apasionados que esperan por un autógrafo hasta noche cerrada.
| AÑO  | GANADORES                                                           |
| ---- | ------------------------------------------------------------------- |
| 1993 | Aurelio Galleppini y Francesco Tullio Altan                         |
| 1994 | Hugo Pratt y Guillermo Mordillo                                     |
| 1995 | Milo Manara y Luciano Bottaro                                       |
| 1996 | Jean Giraud, Benito Jacovitti y Sergio Bonelli                      |
| 1997 | Paolo Eleuteri Serpieri, Quino y Giancarlo Berardi                  |
| 1998 | Hermann Huppen, Silver y Alfredo Castelli                           |
| 1999 | Ivo Milazzo, Giorgio Cavazzano y François Corteggiani               |
| 2000 | Vittorio Giardino, Silvia Ziche y Tiziano Sclavi                    |
| 2001 | Sergio Toppi, Leo Ortolani y Carlo Chendi                           |
| 2002 | Giancarlo Alessandrini, Corrado Mastantuono y Claudio Nizzi         |
| 2003 | Angelo Stano, Ro Marcenaro y Tito Faraci                            |
| 2004 | Alfonso Font, Sergio Staino y Francesco Artibani                    |
| 2005 | Carlo Ambrosini, Don Rosa y Mauro Boselli                           |
| 2006 | Fabio Celoni, Enrico Macchiavello y Maurizio Nichetti               |
| 2007 | Giorgio Trevisan, Massimo Bonfatti y Mario Gomboli                  |
| 2008 | Laura Zuccheri, Donald Soffritti y Gianfranco Manfredi              |
| 2009 | Lorenzo Mattotti, Roberto Santillo y Paola Barbato                  |
| 2010 | Josè Muñoz, Massimo De Vita y Bruno Enna                            |
| 2011 | Bruno Brindisi, Bruno Bozzetto y Pasquale Ruju                      |
| 2012 | Antonio Serra, Paolo Bacilieri y Massimo Giacon                     |
| 2013 | Igort, Daniele Brolli y Andrea Freccero                             |
| 2014 | Claudio Chiaverotti, Sandro Dossi y Gipi                            |
| 2015 | Roberto Recchioni, Emiliano Mammucari, Mirka Andolfo y Sio          |
| 2016 | Luigi Cavenago, Daniele Caluri, Moreno Burattini y Matteo De Longis |
| 2017 | Alessandro Bilotta, Federico Bertolucci y Giuseppe Camuncoli        |